# 吾丘寿王
吾丘寿王（？—？），姓吾丘，字子贛，西汉趙国（今河北省邯郸市）人，漢武帝側近。

## 生平
《漢書》載年少时因为善下格五，武帝命他为待诏。他跟随武帝的中大夫董仲舒学习《春秋经》，通《春秋经》。
官至侍中中郎，触法而被罷免。之後，上書謝罪请求为皇帝养馬，武帝不許。又请求防衛边境，武帝还是不許。上疏願擊匈奴，武帝追問，他回答头头是道，于是再被任用为郎。東郡盗起，吾丘寿王任東郡都尉，太守不置，吾丘寿王兼任其职。治績不效，武帝以盗賊横行責备，吾丘寿王上书辩明。
武帝召吾丘寿王回长安任光禄大夫、侍中。丞相公孫弘提出防止盗賊，要禁止百姓使用弓、弩，武帝召臣下議論。吾丘寿王说，盗賊变多，是郡国二千石之罪，不是弓弩的問題，大射之礼是天子到庶民共通的、禁止使用弓弩，就是废礼。他以这个理由反对公孫弘。武帝同意他的意見，責备公孫弘，公孫弘屈服。
汾陰出现宝鼎。武帝供於宗廟，藏於甘泉宮。大臣都说，陛下得到了周朝的宝鼎。吾丘寿王认为不是周鼎。武帝询问理由“今朕得周鼎，群臣皆以為然，壽王獨以為非，何也？有說則可，無說則死。”吾丘寿王说：“周鼎是顺应周朝的功德出現的。现在的鼎是顺应漢朝的功德出現的，应该称为漢鼎，武帝大喜，群臣皆稱萬歲。当天，賜给吾丘寿王黄金十斤。吾丘寿王後因事件連座被誅殺。

## 延伸阅读
[在维基数据编辑]
 《漢書·卷064上》，出自班固《漢書》
 《漢書/卷064下》，出自班固《漢書》